# Canadian Masters
Canadian Masters var en professionell snookerturnering som spelades under fyra år i slutet av 1980-talet (det sista året med rankingstatus), en tid då kanadensisk snooker stod på topp. Man hade exempelvis fyra spelare bland topp-32 på världsrankingen säsongen 1986/87: Cliff Thorburn, Kirk Stevens, Bill Werbeniuk och Jim Wych. Anmärkningsvärt nog gick ingen kanadensare till final under de år turneringen spelades.
Turneringen spelades alla fyra åren i Toronto.

## Vinnare
| Inbjudningsturnering |
| Rankingturnering     |

| År               | Vinnare          | Motståndare      | Resultat         | Säsong           |
| Canadian Masters | Canadian Masters | Canadian Masters | Canadian Masters | Canadian Masters |
| ---------------- | ---------------- | ---------------- | ---------------- | ---------------- |
| 1985             | Dennis Taylor    | Steve Davis      | 9-5              | 1985/86          |
| 1986             | Steve Davis      | Willie Thorne    | 9-3              | 1986/87          |
| 1987             | Dennis Taylor    | Jimmy White      | 9-7              | 1987/88          |
| Canadian Masters |                  |                  |                  |                  |
| 1988             | Jimmy White      | Steve Davis      | 9-4              | 1988/89          |